# Infundibolo
Infundibolo in anatomia è una qualsiasi struttura o passaggio conformato a imbuto. La parola viene dal latino infundibulum (da in, dentro e fundere, versare).
Nel corpo umano, varie strutture a forma di imbuto vengono definite infundibolo:
- L'infundibolo dell'ipotalamo è uno stretto peduncolo a forma di imbuto che dal tuber cinereum dell'ipotalamo si estende verso il lobo posteriore dell'ipofisi. Viene anche chiamato peduncolo ipofisario o processo infundibolare dell'ipofisi.
- Gli infundiboli polmonari sono i canalicoli che sfociano negli alveoli polmonari.
- L'infundibolo della tuba uterina è la parte delle tube di Falloppio che si ritrova fra l'ampolla uterina e le fimbrie.
- L'infundibolo etmoidale è un profondo solco situato nella parete laterale del meato nasale medio, sotto la bolla etmoidale. Al suo centro sbocca il seno mascellare, anteriormente termina contro le aperture delle celle etmoidali anteriori e il dotto frontonasale.
- L'infundibolo cardiaco è una borsa conica che si trova nell'angolo superiore sinistro del ventricolo destro. Da esso si origina l'arteria polmonare. Viene anche chiamato cono arterioso.
- L'infundibolo pilosebaceo è la parte più superficiale del follicolo pilosebaceo. Il suo sbocco visibile sulla pelle è l'ostio follicolare o poro.